# Molgula pumila
Molgula pumila är en sjöpungsart som beskrevs av Monniot 1976. Molgula pumila ingår i släktet Molgula och familjen kulsjöpungar. Inga underarter finns listade i Catalogue of Life.